# 燦布拉克山

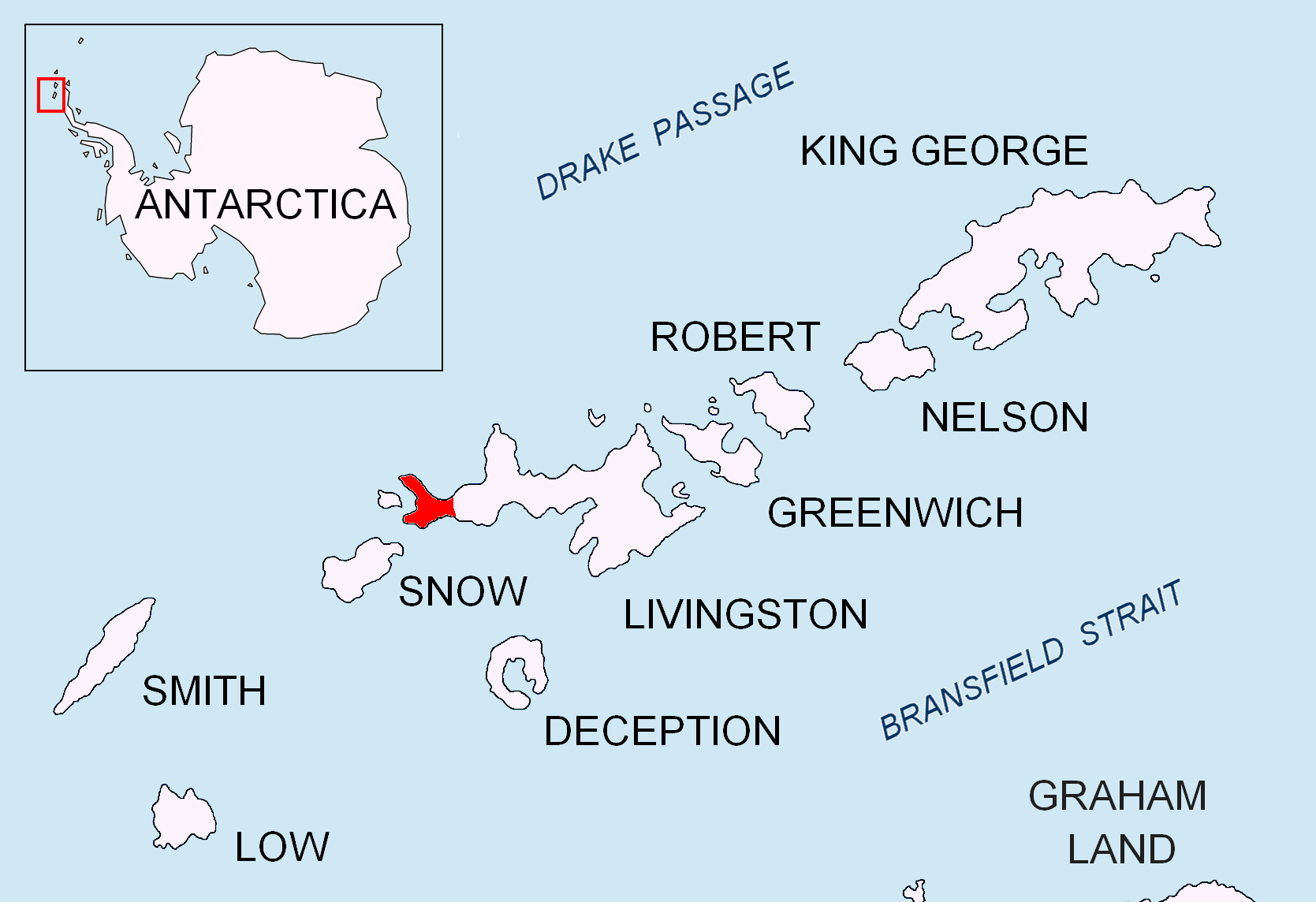

燦布拉克山是南極洲的山峰，位於南設得蘭群島的利文斯頓島，長0.9公里、寬0.5公里，海拔高度113米，處於內格羅山以北1.6公里和斯帕拉多克角以南1.5公里。
62°38′13″S 61°00′07″W / 62.63694°S 61.00194°W

## 外部連結
- Tsamblak Hill. （页面存档备份，存于） SCAR Composite Gazetteer of Antarctica.